# Enrique Romero Brest
Enrique Romero Brest (Goya, Corrientes, 25 de septiembre de 1873 - Buenos Aires, 26 de febrero de 1958), fue el fundador de la enseñanza de la educación física en la República Argentina. Considerado el padre de la educación física, creó la carrera de profesorado para dicha materia. Fundó el primer Instituto Superior de Educación Física en el país, que actualmente lleva su nombre. También fue el primer médico deportólogo argentino y creó el deporte de pelota al cesto o «cestoball».

## Biografía

### Primeros años
Enrique Romero Brest nació el 25 de septiembre de 1873 en la ciudad de Goya (Provincia de Corrientes, Argentina). Su padre había sido combatiente en la guerra del Paraguay y alcanzó el grado de coronel. Romero Brest cursó sus estudios primarios en su pueblo y sus estudios secundarios en el Colegio Nacional de Corrientes donde egresó en el año 1891. Tras desechar una beca que había ganado para ir a estudiar Ingeniería Naval a Bélgica se trasladó a Buenos Aires para empezar, en 1892, la carrera de medicina en la Facultad de Ciencias Médicas de la Universidad de Buenos Aires. Para ayudar a solventar sus gastos se desempeñó entre 1893 y 1898 como ayudante de manualidades en el Instituto Nacional de Caballito, dirigido por Pablo Pizzurno. Al tiempo y sin abandonar sus estudios médicos, Romero Brest enseñó educación física, en ese momento cátedra denominada «Ejercicios físicos y militares» en los colegios Nacional Oeste y Nacional Sud. En 1900 se recibe de médico, integrando la nómina de 64 egresados de ese año de la Facultad de Medicina. Su tesis de doctorado fue El ejercicio físico en la escuela. Desde ese momento Romero Brest comienza a darle una visión científica a la educación física, desconocida hasta ese momento. La interpretó como un medio para mejorar la vida de los individuos a partir de una correcta dosificación sobre la base de las capacidades propias de cada individuo.

### Sus años como educador de educadores
Su actividad médico-pedagógica se encuentra centrada en su vocación por la enseñanza de la educación física, a la cual dedicó su vida.
En 1901 el Dr. Enrique Romero Brest ya estaba encargado de la dirección y del dictado de Cursos temporarios de Ejercicios Físicos para maestros, en los que aunaba sus conocimientos médicos a los pedagógicos creando el Sistema Argentino de Educación Física. Estos cursos eran impartidos durante el verano y surgieron debido a la falta de personal idóneo en la enseñanza de la educación física para las diferentes escuelas Normales presentes en la República Argentina. En 1906, luego de 5 cursos temporarios impartidos, fueron declarados permanentes y se cambia el nombre a Curso Normal de Educación Física. Y no es hasta 1909 cuando el ministro Rómulo Naón por decreto la declara Escuela Normal de Educación Física. En 1912 es elevada a Instituto Superior de Educación Física, siempre bajo su dirección.

## Trayectoria: Otras actividades

### Creación del cestoball
En 1903 tras un viaje a Holanda creó el deporte de la pelota al cesto o cestoball. Su objetivo era crear un juego orientado a las mujeres, como parte de su objetivo mayor de promover la educación física y el deporte entre los jóvenes, incluyéndolos como parte estructural del sistema de enseñanza.
Entre 1910 y 1922 el juego recibió varios cambios reglamentarios.
En 1930 se realizó el Primer Campeonato Argentino de Pelota al Cesto, organizado por el Instituto Nacional de Educación Física y en 1932 se creó la Federación Argentina de Vóley y Pelota al Cesto, presidida por Romero Brest (h). En 1950 se creó la Federación Argentina de Pelota al Cesto, independizándose del voleibol.
Respecto de los ejercicios femeninos dice en Pedagogía de la Educación Física:

"Los principios fundamentales que presiden a la aplicación de los ejercicios en la escuela son los mismos en el varón que en la mujer. Fisiológicamente el concepto de ’salud’ predomina y a él se supeditan los otros fines secundarios."

### Inspector
Entre 1904 y 1909 se desempeñó como inspector de Educación Física de las Escuelas Primarias.

### Redactor de su propia revista
En 1909, con ansias de seguir expandiendo su dedicación hacia la educación física, el Dr. Enrique Romero Brest fundó y dirigió la primera Revista de Educación Física con una extensión aproximada de cuarenta páginas y un contenido de avanzada para la época. Tal fue su incidencia en la actividad, que en 1912, la Comisión Nacional de Educación Física del Uruguay le solicitó la reestructuración de la misma en ese país tomando como modelo los cambios realizados en Argentina. 

### Representante Argentino
Asimismo, su trascendencia no llegó solo a países vecinos y en 1913 asistió como representante de la Asociación Argentina de Profesores de Educación Física al Congreso Internacional de la misma, organizado por la Facultad de Medicina de París.

### Invenciones
El Dr. Enrique Romero Brest llevó a cabo la invención de diferentes aparatos de medición para diversas variables, entre ellas las antropométricas y la de capacidad vital del individuo que aún se conservan en perfecto estado en el Centro de Documentación Histórica del ISEF N.º 1 (Instituto Superior de Educación Física), junto a los manuscritos de los planos de construcción de los mismos. Entre ellos se destacan:
- Cirtómetro torácico de resorte, para medir perímetro torácico en inspiración y espiración.
- Kinetrómetro torácico, para la medida de los diámetro del tórax.
- Antropómetro milimétrico de precisión.

Fueron utilizados para las clases experimentales de Fisiología y Biometría en el Laboratorio de Fisiología y el Laboratorio de Antropometría que fundó con vistas a uno de los pilares del Sistema Argentino de Educación Física.

## Reconocimientos y distinciones
Romero Brest fue miembro de diferentes organismos y comisiones, recibiendo premios y distinciones honoríficas en numerosas instituciones nacionales e internacionales, como el Congreso Argentino de Educación Física (1943). Fue jurado de la Asociación Amateur de Fútbol (1919), además de haber sido jugador, realizó aportes para su fundación en Argentina. Fue parte del Tribunal Arbitral de Confederación Argentina de Deportes pertenecientes al Comité Olímpico Argentino (1930). Miembro de la Comisión de médicos especialistas en Deportes (1936).

## Críticas al Sistema de Educación Física
En la década de 1930 se hicieron fuertes críticas al Sistema Argentino de Educación Física que era el modelo imperante en el país, y en algunos vecinos. Luego del golpe de 1930, la tendencia a militarizar la enseñanza de la educación física adquirió nuevo vigor, lo cual fue duramente combatido por Romero Brest. El médico higienista Manuel Fresco, admirador de Mussolini, como gobernador de la provincia de Buenos Aires, comenzó a imponer una tendencia adversa al modelo brestiano, al mismo tiempo que se fomentó la biotipología en las escuelas provinciales según el modelo Pende.

## Su jubilación
Su actividad como director del Instituto Superior de Educación Física duró hasta su jubilación de oficio en el año 1931, fecha hasta la cual el sistema argentino mantuvo su hegemonía en la enseñanza. 
En 1937 se coloca la enseñanza de la educación física bajo el Consejo Nacional de Educación Física dirigido por el instructor de gimnasia y tiro del ejército general, Adolfo Arana. En 1938 se crea la Dirección General de Educación Física cuyo director, César Vásquez buscó formar docentes que pudieran desempeñar indistintamente en las escuelas y en los cuarteles.
Pareció así, esfumarse la obra de Romero Brest, pero en el curso de los años, muchas de sus ideas, modernizadas según los nuevos conocimientos, resurgieron en la teoría y en la práctica. Fue así como la deportología y especialmente la educación física escolar, que él fundó, han adquirido el auge que en sus escritos el predijera.
Retirado a la vida privada, Romero Brest continuó su labor de publicista. Respecto de la misma se debe consignar que resultó ser un prolífico autor cuya producción (salvo casos aislados como la publicación de un Tratado de Geografía General) versó siempre acerca de la educación física, sobre la que publicó cerca de una decena de libros y folletos y numerosos artículos e informes técnicos. Falleció en Buenos Aires en el año de 1958.

## Obras
- El ejercicio físico en la escuela [del punto de vista higiénico]: contribución al estudio de esta cuestión para nuestras escuelas. Buenos Aires: Compañía Sud-Americana de Billetes de Banco, 1900.
- Curso superior de educación física: bases científicas y aplicaciones prácticas. Publicación Buenos Aires: Las Ciencias librería y casa editora, 1905.

- El Instituto Nacional Superior de Educación Física: antecedentes, organización, resultados. Publicación Buenos Aires: Cabaut, 1917.
- Planes tipos de clases fisiológicas de ejercicios físicos y rondas escolares: [sistema argentino]. Publicación Buenos Aires: Cabaut, 1929.
- Pedagogía de la educación física. Edición 6ª ed. corr. y aum.
- Bases de la educación física en la Argentina. Publicación Buenos Aires : Librería del Colegio, 1939
- Título La influencia de Ling en la educación física. Publicación Buenos Aires: [s.n.], 1939.
- Título Rondas escolares: álbum de música que contiene siete rondas escolares, para alumnos menores de 10 años. Publicación Buenos Aires: Cabaut, [ca. 1939].
- Teoría general de la gimnasia: período 1900-1939. Publicación San Miguel de Tucumán : Escuela Universitaria de Educación Física, 1965.
- Título Elementos de gimnástica fisiológica: [sistema argentino]. Edición 5ª ed. corr. y notablemente amp. Publicación Buenos Aires: Cabaut, 1922
- Educación física de la mujer. Publicación [S.l.]: Las Ciencias, 1903.
- Influencia del ejercicio físico en el desarrollo cerebral. Publicación Buenos Aires: La semana médica, 1904
- Cursos normales de educación física: sus resultados. Publicación Buenos Aires: Las Ciencias, 1903.